# Lucio Quinzio Flaminino
Lucio Quinzio Flaminino (in latino Lucius Quinctius Flamininus; fl. II secolo a.C.) è stato un politico romano.

## Biografia
Fratello di Tito Quinzio Flaminino, fu augure nel 213 a.C., edile curule nel 200 a.C. e pretore urbano nel 199 a.C..

### Seconda guerra macedonica
Nel 198 a.C., quando al fratello fu affidato il comando dell'esercito nella guerra contro Filippo V di Macedonia, a Lucio fu affidato il comando della flotta, con il compito di proteggere le coste italiane da possibili incursioni nemiche. Come prima mossa si portò a Corcira, dove nei pressi dell'isola di Zama subentrò come comandante al posto di Lucio Apustio, il suo predecessore. Lentamente si spostò prima a Malea e poi si diresse verso il Pireo, per congiungersi con le altre navi che erano a protezione di Atene. Dopo pochi giorni furono raggiunti anche dalle flotte di Attalo I, re di Pergamo, e della città di Rodi; le flotte alleate, così rafforzate, non si limitarono alla sola difesa, ma decisero di porre l'assedio ad Eretria, la principale città dell'Eubea, che era presidiata da una guarnigione macedone. I cittadini temevano i romani tanto quanto i macedoni ed erano incerti sul da farsi; Lucio ruppe gli indugi ed assaltò e conquistò la città con una sortita notturna. La città si arrese e Lucio riuscì ad ottenere un grande bottino, costituito principalmente da opere d'arte che adornavano Eretria. Saputo cosa era successo, i cittadini di Karystos si arresero subito, senza combattere. In questo modo in pochi giorni Flaminino aveva occupato le due principali città dell'isola di Eubea. Poi Flaminino si diresse su Cencrea, il porto di Corinto sul golfo Saronico, dove iniziò i preparativi per l'assedio di Corinto. Nella battaglia che ne seguì i Romani furono sconfitti, ma per loro fortuna giunsero i rinforzi da parte della lega Achea e così Lucio riuscì a continuare l'assedio con una forza equivalente a quella avversaria e con buone prospettive di successo. La difesa di Corinto fu disperata, anche perché tra i difensori vi erano numerosi Italici, che avevano disertato durante la seconda guerra punica e che si erano rifugiati in città dopo la sconfitta di Annibale. Alla fine Lucio decise di sospendere l'assedio e con la flotta si portò a Corcira, mentre Attalo I si mosse alla protezione del Pireo.
A seguito del prolungamento del comando generale della guerra concesso al fratello Tito, anche Lucio mantenne il comando della flotta romana per il 197 a.C.; accompagnò ad Argo il fratello all'incontro con Nabide, re di Sparta, per fargli abbandonare l'alleanza con Filippo V di Macedonia e portarlo dalla parte romana.
Poco prima della battaglia di Cinocefale, Lucio fu informato che la lega Acarnana aveva intenzione di abbandonare l'alleanza con la Macedonia e di legarsi con Roma; per tale motivo con la flotta si diresse a Leucade, la loro città principale, per verificare le reali intenzioni degli Acarnani. Gli abitanti di Leucade si difesero strenuamente e gli abitanti della Acarnania continuarono a combattere i Romani anche dopo la caduta della città; si arresero definitivamente solo dopo che fu nota la definitiva vittoria romana a Cinocefale.

### Guerra contro Nabide
Nel 195 a.C., quando il fratello Tito marciò contro Nabide, Lucio fu ancora al comando della flotta alleata composta da 40 navi romane, da 18 navi di Rodi, comandate da Sosila e dalle navi di Pergamo inviate dal nuovo re Eumene II.
Appena giunto in Laconia, Lucio accettò la resa volontaria di diverse città costiere . Gli alleati avanzarono fino al maggiore centro della zona, il porto e arsenale navale spartano di Gytheio. La flotta alleata giunse mentre le forze terrestri attaccavano la città: malgrado i marinai delle tre flotte costruissero in pochi giorni macchine da assedio che inflissero gravi danni alle mura cittadine, la guarnigione riuscì a resistere.
Dexagoridas, uno dei due comandanti della guarnigione, inviò un messaggio al comandante romano informandolo che era disposto ad arrendersi e a cedere la città, ma questa soluzione fu eliminata quando l'altro comandante, Goropas, la scoprì e uccise Dexagoridas con le proprie mani. Goropas continuò a resistere fieramente finché Tito Quinzio Flaminino non giunse con altri 4000 soldati appena radunati: i Romani rinnovarono gli attacchi e Goropas fu costretto ad arrendersi, sebbene riuscisse ad ottenere la garanzia che la sua guarnigione e lui stesso non sarebbero stati toccati e che avrebbero potuto tornare a Sparta.

### Consolato e proconsolato
Fu eletto console nel 192 a.C. con Gneo Domizio Enobarbo, grazie ai suoi successi con la flotta nella guerra contro Filippo ed il suo recente trionfo.
Nel 184 a.C. fu costretto a dimettersi dalla carica di senatore da Catone il Censore, perché accusato di aver fatto crudelmente giustiziare un nobile, appartenente alla popolazione dei Boi, mentre era proconsole della Gallia cisalpina. Secondo l'annalista Valerio Anziate la condanna venne comminata per soddisfare il capriccio di una donna, con cui Flaminino stava banchettando, che voleva assistere all'esecuzione. Nella versione della storia resa da Tito Livio, invece, non è una donna la responsabile della richiesta ma un amasio di nome Filippo.
Questo episodio fu uno dei più importanti durante il conflitto tra gli Scipioni ed i loro oppositori guidati da Catone.